# آنتونلو تاباکو
آنتونلو تاباکو (انگلیسی: Antonello Tabacco؛ زادهٔ ۲۵ فوریهٔ ۱۹۹۰) بازیکن فوتبال اهل ایتالیا است.
از باشگاه‌هایی که در آن بازی کرده‌است می‌توان به باشگاه فوتبال دلفینو پسکارا اشاره کرد.